# Bodil Rosing

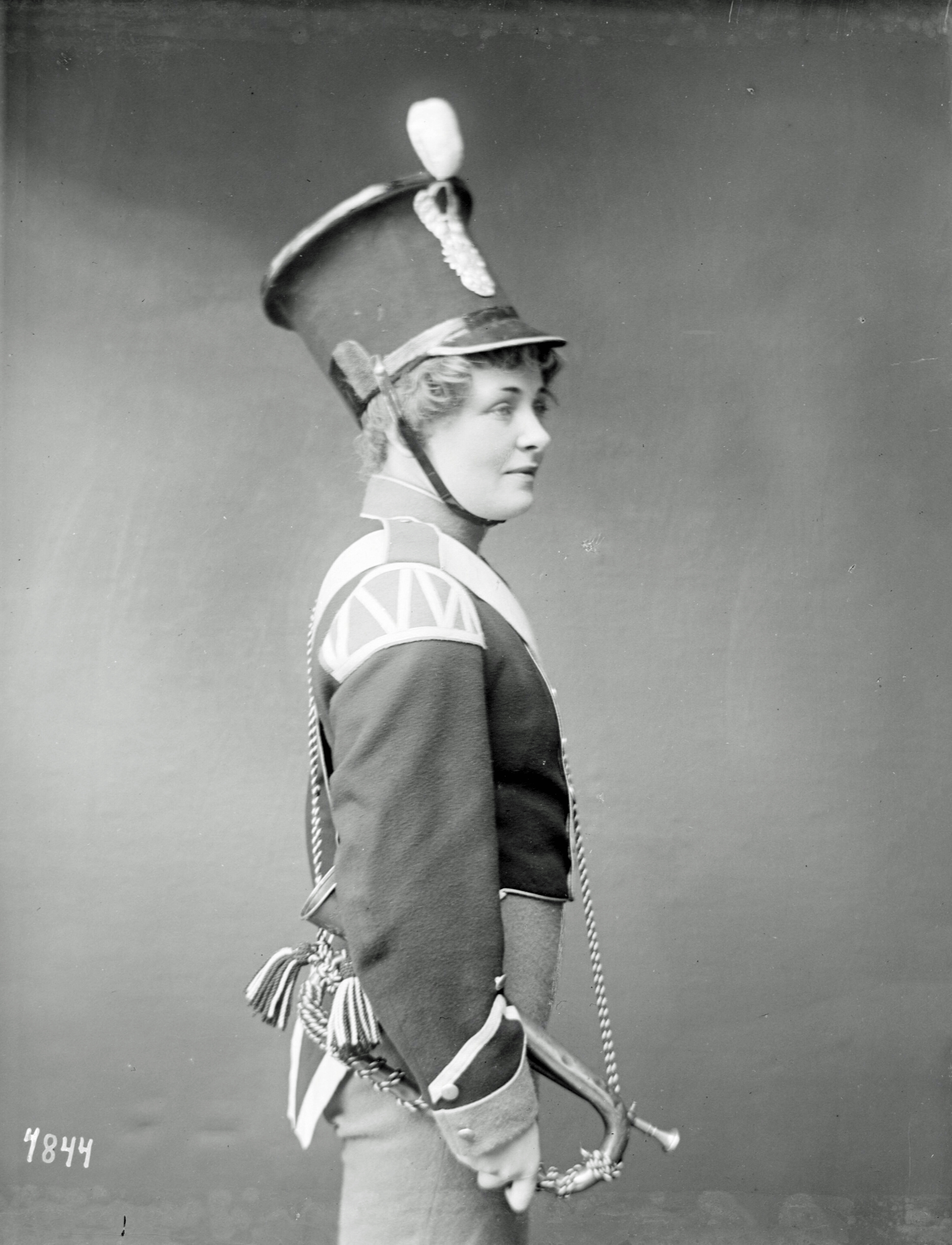
Bodil Rosing in einem Theaterstück, 1904

Bodil Ann Rosing (* 27. Dezember 1876 in Kopenhagen, Dänemark als Bodil Frederikke Hammerich; † 31. Dezember 1941 in Hollywood, Kalifornien) war eine dänisch-amerikanische Schauspielerin, welche zwischen 1925 und 1941 in rund 85 Filmen Nebenrollen übernahm.

## Leben und Karriere
Bodil Rosing war die Tochter des Musikhistorikers Angul Hammerich (1848–1931) und der Pianistin Golla Andrea Bodenhoff Jensen (1854–1903). Sie war eine Nichte des Komponisten Asger Hamerik (1843–1923) und somit eine Cousine des Komponisten Ebbe Hamerik (1898–1951). Ihr Bruder war der Gerichtspräsident Kai Frederik Hammerich (1877–1937). Über ihre Mutter war sie eine Ururenkelin des Schauspielers Michael Rosing (1756–1818), von dem sie sich offensichtlich ihr späteres Pseudonym lieh.
Sie absolvierte in den 1890er-Jahren eine Ausbildung zur Schauspielerin am Dänischen Nationaltheater in ihrer Heimatstadt Kopenhagen. Anschließend arbeitete sie als Theaterschauspielerin. 1898 heiratete Rosing den norwegischen Arzt Einer Jansen, mit dem sie vier Kinder bekam, darunter die Tochter Tove, die mit dem Schauspieler und Stummfilmstar Monte Blue (1887–1963) verheiratet war. 1919 ließ sich das Paar scheiden. Im Jahr 1922 hatte Rosing ihren einzigen Auftritt am Broadway in New York in dem Theaterstück Fools Errant in der Rolle eines Dienstmädchens.
Eigentlich schon aus dem Schauspielgeschäft zurückgezogen, kam sie 1924 nach Hollywood zur Heirat ihrer Tochter mit Monte Blue. Eher zufällig wurde sie während ihres Besuches für eine kleine Rolle im Film Pretty Ladies besetzt und erhielt danach einen Studiovertrag bei MGM. Schnell machte sich die ergraute Darstellerin einen Namen als Darstellerin von matronenhaften Figuren wie Müttern, Dienstmädchen, Köchinnen und Wirtinnen. Ihren wohl heute noch bekanntesten Filmauftritt unternahm Rosing 1927 in Friedrich Wilhelm Murnaus Filmklassiker Sonnenaufgang – Lied von zwei Menschen, in dem sie die treue Magd eines Bauern-Ehepaares verkörperte. Für ihre Darbietung im heute verschollenen Stummfilm Wheel of Chance wurde sie 1928 mit einem Photoplay Award ausgezeichnet.
Mit Beginn der Tonfilmzeit Ende der 1920er-Jahre wurden die Rollen der Schauspielerin tendenziell kleiner, wohl auch, da sich ihr dänischer Akzent bemerkbar machte. Dennoch blieb sie bis zu ihrem Tod eine gut beschäftigte Charakterdarstellerin und verkörperte vor allem ältere Frauen europäischer Herkunft. So war sie im Greta-Garbo-Film Der bunte Schleier gemeinsam mit ihrem dänischen Landsmann Jean Hersholt als österreichisches Ehepaar zu sehen, und in Frank Capras oscarprämierter Komödie Lebenskünstler (1938) verkörperte sie eine deutschstämmige Nachbarin von Lionel Barrymore. Kurz vor ihrem Tod sagte sie, das Ziel ihrer Schauspielerei sei immer gewesen, „das Herz meines Publikums zu erreichen“. Insgesamt umfasst Rosings filmisches Schaffen rund 85 Kinofilme.
An Silvester 1941 starb Rosing im Alter von 65 Jahren an einem Herzinfarkt. Sie ist im Forest Lawn Memorial Park in Glendale neben ihrem Schwiegersohn Monte Blue bestattet.

## Filmografie (Auswahl)
- 1925: Die Revue schöner Frauen (Pretty Ladies)
- 1925: Lights of Old Broadway
- 1926: Der Wolgaschiffer (The Volga Boatman)
- 1927: Sonnenaufgang – Lied von zwei Menschen (Sunrise)
- 1928: The Law of the Range
- 1928: Steckbrieflich verfolgt (Ladies of the Mob)
- 1928: Das Mädel aus der Tanzbar (The Fleet’s In)
- 1928: Die Dame aus Moskau (The Woman from Moscow)
- 1928: Der Cowboy-König von Chicago (King of the Rodeo)
- 1929: Der König der Bernina (Eternal Love)
- 1929: Aschermittwoch (Betrayal)
- 1929: The Bishop Murder Case
- 1930: Im Westen nichts Neues (All Quiet on the Western Front)
- 1930: Jenny Lind (A Lady’s Morals)
- 1932: Spiel am Abgrund (The Miracle Man)
- 1932: Menschen im Hotel (Grand Hotel)
- 1932: Der schöne Karl (Downstairs)
- 1933: Hallelujah I’m a Bum
- 1933: Rendez-vous in Wien (Reunion in Vienna)
- 1933: Spätere Heirat ausgeschlossen (Ex-Lady)
- 1933: Königin Christine (Queen Christina)
- 1934: Mandalay
- 1934: Little Man, What Now?
- 1934: Der bunte Schleier (The Painted Veil)
- 1935: Roberta
- 1935: Peter Ibbetson
- 1936: Lustige Sünder (Libeled Lady)
- 1937: Hoheit flirtet (Thin Ice)
- 1937: Heidi
- 1937: Breakfast for Two
- 1937: Maria Walewska (Conquest)
- 1938: Lebenskünstler (You Can’t Take It With You)
- 1938: Der große Walzer (The Great Waltz)
- 1939: Ich war ein Spion der Nazis (Confessions of a Nazi Spy)
- 1939: Nurse Edith Cavell
- 1939: Hitler – Beast of Berlin
- 1940: Tödlicher Sturm (The Mortal Storm)
- 1941: Marry the Boss’s Daughter